# Напади на Савезнике у Индијском океану (1942)
Препад на Индијски океан је био морнаричко ангажовање прве ударне групе носача авиона јапанске царске морнарице, од 31. марта до 10. априла 1942. године, против савезничких бродова и база у Индијском океану, у почетном периоду Пацифичке кампање током Другог светског рата.

## Почетни покрети
Након уништења здружених Америчко-Британско-Холандско-Аустралијских снага у борбама у области острва Јаве, фебруара и марта 1942. године, јапанске поморске снаге продиру у Индијски океан са циљем да тамо униште британску поморску силу, а уједно и да пруже подршку инвазији Бурме. Јапански поморски састав, подељен у две групе, налазио се под командом адмирала Чуичи Нагуме (који је уједно командовао и првом групом), имао је у свом саставу 6 носача авиона: Акаги, Рјуџо, Хирју, Сорју, Зуикаку, Шокаку. Ове моћне снаге напустиле су залив Старинг - Целебес, 26. марта 1942. године.
Дешифровани јапански извештај, који је стигао до команданта Британске источне флоте - вицеадмирала Џејмса Самервил, упозорио га је о јапанским намерама, и он повлачи флоту ка атолу Аду на Малдивима, ишчекујући напад 1. или 2. априла.
Први напад је био усмерен против бродова у Бенгалском заливу, а извела га је друга група у чијем саставу се налазио носач авиона Рјуџо и шест крстарица под командом адмирала Џисабуро Озаве. Тада је потопљено 23 трговачких бродова, а још 5 потапају подморнице у близини западне обале Индије.
Како се очекивани напад на Цејлон није догодио, Самервил шаље лаки носач авиона Хермес назад ка луци Тринкомали ради ремонта, праћен од тешких крстарица Корнуол и Дорситшир, као и аустралијског разарача Вемпаир.
Увече 4. априла, јапанска флота (прва група) је откривена 400 наутичких миља јужно од Цејлона, од патролног хидроавиона Каталина из 413 ескадриле, канадског ратног ваздухопловства. Положај јапанске флоте је пренесен пре него што је Каталина оборена од ловца Зеро са носача авиона Хирју.

## Напад на Коломбо, Цејлон
Дана, 5. априла 1942. године, Јапанци крећу у напад са 125 авиона: 36. обрушавајућих бомбардера Аичи Д3А, 53. торпедних бомбардера Накаџима Б5Н и 36 ловца Зеро за њихову пратњу. Авион под командом капетана корвете Мицуо Фушиде са носача авиона Акаги, који је предводио напад на Перл Харбор, први се спустио изнад обале код места Гале. Иако си авиони летели више од пола сата преко обале, ипак нико није обавести британско ваздухопловство у Ратмалану, тако да су њихови авиони мирно стајали на писти, док су Јапанци летели изнад њихових глава.
Јапанци нападају поморску базу Коломбо на Цејлону, и потапају помоћну крстарицу Хектор и стари разарач Тенедос унутар сама луке, али губе 18 авиона услед дејства против-авионске артиљерије (Јапанци признају губитак свега 5 авиона, од којих 3 изнад земље – пошто су само 3 олупине авиона нађене на земљи). Британска авијација је изгубила најмање 27 авиона. Затим Јапанци авионима откривају крстарице Корнвол и Дорсетшир, које су биле под командом капетана Аугуста Агера, 200 наутичких миља југозападно од Цејлона и обе их потапају, притом гине и 424 чланова њихових посада.
Дана, 6. априла 1942. године, у близини обале Бурме, јапански авиони потапају индијски слуп Индус.

## Тринкомали и Батикалоа, Цејлон
Дана. 9. априла 1942. године, у 07:00 сати, Јапанци нападају луку Тринкомали. Британци су поново били упозорени да предстоји напад, и носач авиона Хермес заједно са пратњом напушта луку вече раније. Међутим, кад су сутрадан откривени од јапанских авиона у 08:55 сати, они се окрећу назада ка луци. Хермес није имао авионе, и био је без заштите када га је напало око 70 бомбардера у 10:35 сати, крај области Батиколоа. Погођен многобројним бомбама, Хермес тоне заједно са 307 члана подасе. Поред Хермеса Јапанци потапају и два брода његове заштите – разарач Вемпаир и корвету Холихук.
Спасилачки брод Вита, касније спашава 590 члана посаде. Аустралијско ратно ваздухопловство губи најмање 8. Хокер харикена, а морнаричко ваздухопловство 1. Фери Фулмар. Јапанци су изгубили 5 бомбардера и 6 ловца, од којих је један извршио самоубилачки напад на резервоаре са горивом у бази Тринкомали.

## Резултат
Ови напади су показали јапанску надмоћност у операцијама носача авиона, и изложили непрофесионално владање британског ваздухопловства на истоку, мада није уништена британска поморска сила на Индијском океану. Дискутабилно је, да ли је користећи се ухваћеним извештајем, дискрецијом, извиђањима и употребом радара, Самервил успео да сачува своје велике носача авиона Индомитабл и Формидебл за неку будућу борбу. Међутим, може се рећи да су грешке које је направила краљевска морнарица, онемогућиле главнину снага из базе Аду да успостави борбени контакт са Нагумовим снагама.
Инвазија које су се Британци плашили, протумачена је као јапански неуспех, због како се наводи „тешких губитака“ изнад Цејлона – те отуда тврдња о британској победи. Премда, реално гледано Јапанци нису имали људе и бродску или земаљску авијацију слободну за инвазију и окупацију, и нису били у позицији да то изведу у овој операцији. Острву реално није претила инвазија ни једном у току рата.
Острво Цејлон (Шри Ланка), је било од стратешког значаја за британску контролу Индијског океана. Са њега се надгледао прилаз Индији, као и битни савезнички морски путеви ка Средњем истоку, а такође и нафтна поља у Персијском заливу. Цејлон је у целој Британској империји био најбогатији каучуком. Значајна лука и војна база - Тринкомали, је била смештена на источној обали острва. Јапанска пропаганда је подмитила велики број домородачких Синхалези становника, који су одмах ишчекивали њихов долазак.
Овим препадом, јапанска морнарица је доказала присуство у Индијском океану и Бенгалском заливу; такође и њихови способност да заузму територије, освајајући Андаманска острва. Упркос губицима, британска флота избегавајући борбу се повлачи, због велике надмоћности Јапанаца, нарочито у снази носача авиона, и то је изгледа била паметна одлука адмирала Самервила. Јапански план, већ је предвиђао једну подморничку базу на острву Мадагаскар, одакле би се нападали савезнички поморски путеви; одмах након што би се ослабила одбрана Цејлона и извршила инвазија, вероватно са ограниченим циљем - заузимање базе Тринкомали, одакле би се руководило каснијим операцијама.
Британци су очекивали инвазију, из ухваћених јапанских шифрованих порука и других извора – то се види из говора Главног команданта Цејлона, адмирала Џефри Лејтона, особљу оштећеног аеродрома у бази Тринкомали. Он их је упозорио; "Јапанска флота се повукла у Сингапур, ради попуне горивим и наоружањем, и организације инвазионих снага, за коју верујемо да ће се вратити, и напасти нас" Он завршава говор речима; "Ја одлазим по појачање, док у исто време ви овде, морати бити спремни да се борите до последњег човека, како би зауставили Јапанце". Адмиралов говор је негативно утицао на особље, нарочито његова изјава да ће напустити острво због обезбеђења појачања; након тога он је постао познат као „Бегунац Лејтон“.
Међутим, очекивана јапанска инвазија, никада се није десила. Прва ударна група носача авиона се вратила у Јапан, због једног догађа који се десио на Пацифику. Дулитлов препад од 18. априла 1942. године, је био први ваздушни напад Сједињених Америчких Држава на острва Јапана, током Другог светског рата. Потпуно неочекиван ваздушни напад на Токио, главни град и дом императора, проузроковао је мале штете, али је оставио снажан ефекат на јапанску вишу команду. Амерички бомбардери су летели толико близу области царске палате, да је то представљало велику увреду за самог цара. Још значајнија је била њихова реализација, која је показала да су јапанска острва у том тренутке осетљива на америчке ваздушне нападе. Царска јапанска морнарица је била одговорна за чување „Пацифичке границе“, стога је морала да реши тај проблем. Њен командант, адмирал Исороку Јамамото, одмах је разрадио план једне обимне операције, којом би се у области острва Мидвеј, као мамац, увукли амерички носачи авиона у одлучујућу битку. Уместо очекиваног америчког пораза у бици за Мидвеј, јуна 1942. године, Јапанци губе 4. носача авиона из прве ударне групе носача авиона, а самим тим и могућност даљих стратегијских напада.
Резултат Мидвејске битке није у следећих неколико месеци битније утицао на већ раније одређене планове савезника. Због тога, три британске дивизије долазе као појачање одбране Цејлона; такође, у циљу побољшања морала, повећане су порције хране Синхалези војницима. Неколико млађих официра се бунило против британских домородачких војника, али су брзо смењени. Адмирал Г. Лејтон остаје на Цејлону за време већег дела рата. Касније, Цејлон постаје значајна војна база за планиране операције ка Малаји и Сингапуру.

## Јапанске поморске снаге
- Прва група (вицеадмирал Чуичи Нагумо)
  - 1. дивизија носача авиона: "Акаги" (вицеадмирал Чуичи Нагумо)
  - 2. дивизија носача авиона: "Хирју", "Сорју" (контраадмирал Тамон Јамагучи)
  - 5. дивизија носача авиона: "Зуикаку", "Шокаку" (контраадмирал Тадаиши Хара)
  - 3. дивизија бојних бродова: "Конго", "Харуна", "Хиеи", "Киришима" (класе Конго) (контраадмирал Гуничи Микава)
  - 8. дивизија крстарица: тешке крстарице Тоне, Чикума (класе Тоне) (контраадмирал Хироки Абе)
  - 1. флотила разарача: лака крстарица Абукума (контраадмирал Сентаро Омори)
    - 17. дивизион разарача: „Ураказе“, „Таниказе“, „Исоказе“, „Хамаказе“ (класе Кагеро)
    - 18. дивизион разарача: „Кисуми“, „Араре“ (класе Асашио), „Кагеро“, „Ширануи“ (класе Кагеро)
- Друга група (вицеадмирал Џисабуро Озава)
  - Заставни брод: тешка крстарица Чокаи" (вицеадмирал Џисабуро Озава)
  - 7. дивизија крстарица: тешке крстарице Кумано, Микума, Могами, Сузуја (класе Могами) (контраадмирал. Такео Курита)
  - 4. дивизија носача авиона: "Рјуџо" (контраадмирал Какуџи Какута)
  - 3. флотила разарача: лака крстарица Јура
    - 11. дивизион разарача: „Фубуки“, „Ширајуки“, „Хацујуки“, „Муракумо“ (класа Фубуки)
    - 20. дивизион разарача: „Амагири“, „Асагири“, „Ширакумо“, „Југири“ (класа Фубуки)
- Подморнице: „И-2", „И-3", „И-4", „И-6", „И-7"